# بوی گندم (فیلم ۱۳۸۹)
بوی گندم فیلمی به کارگردانی محمدرضا خاکی و نویسندگی مهرنوش عبدی منفرد و تهیه‌کنندگی داریوش بابائیان ساخته سال ۱۳۸۹ است.
«بوی گندم» ابتدا با نام «اینجا تاریک نیست» پروانه ساخت گرفت
این فیلم داستان سه دوست است که از دوران کودکی با یکدیگر قرار می‌گذارند تا کنسرتی را در جوانی روی سکوی نفتی برگزار کنند.
رضا یزدانی (خواننده) که در این فیلم حضور داشتند ترانه ای برای این فیلم به نام خلیج فارس اجرا کردندمحمدرضا سکوت فیلمبردار محمدرضا امیرصادقی عکاس هستند.

## بازیگران
| بازیگر         | نقش      |
| -------------- | -------- |
| مصطفی زمانی    | عرفان    |
| الناز شاکردوست | گندم     |
| پولاد کیمیایی  | شاهرخ    |
| رضا یزدانی     | فرهاد    |
| رضا توکلی      | پدر گندم |
| علی اوسیوند    | -        |

## دانستنی‌ها
بوی گندم دیگر فیلم همنامی بود به کارگردانی امیر مجاهد و فرزان دلجو محصول سال ۱۳۵۶ خورشیدی که در آن ابی، آیلین ویگن و شهرام شب‌پره ایفای نقش کردند